# Essex (lớp tàu sân bay)
Essex là một lớp tàu sân bay của Hải quân Hoa Kỳ, vốn đưa ra số lượng tàu chiến hạng nặng với số lượng nhiều nhất trong thế kỷ 20, với tổng cộng 24 tàu được chế tạo. Chúng bao gồm cả một số chiếc có "thân dài" loại lớp phụ (biến thể) Ticonderoga, mà một số tác giả cho là một lớp tàu riêng biệt. Có tất cả 32 chiếc được đặt hàng vào ban đầu, tuy nhiên kế hoạch của sáu chiếc đã bị hủy bỏ trước khi đặt lườn và hai chiếc bị hủy bỏ đang khi được chế tạo. Lớp tàu sân bay Essex, cùng với ba chiếc thuộc lớp Midway, trở thành xương sống sức mạnh chiến đấu của Hải quân Mỹ kể từ sau Thế Chiến II cho đến khi các siêu hàng không mẫu hạm được đưa ra phục vụ hạm đội với số lượng đáng kể trong giai đoạn 1960 và 1970.

## Tổng quát
Lớp Yorktown trước đó đã tạo nên cơ sở cho sự phát triển của lớp Essex. Được thiết kế để mang một lực lượng không quân phối thuộc lớn hơn, và không bị cản trở bởi các giới hạn của các hiệp ước hải quân trước chiến tranh, chiếc Essex, dài hơn gần 20 m (60 feet), rộng hơn 3 m (10 feet) và nặng hơn một phần ba. Một sàn đáp dài và rộng hơn cùng một thang nâng ở bên cạnh sàn đáp giúp cho các hoạt động của không lực hiệu quả hơn, nâng cao sức mạnh không quân trong tấn công và phòng thủ. Việc sắp xếp các máy móc và vỏ giáp bảo vệ được cải tiến đáng kể so với phiên bản trước đó. Các cải tiến này, cùng với việc bố trí thêm nhiều pháo phòng không, giúp cho con tàu có nhiều khả năng sống sót hơn. Trong thực tế, không có chiếc tàu sân bay thuộc lớp Essex nào bị mất trong chiến đấu, và hai chiếc Franklin cùng Bunker Hill đã quay trở về cảng nhà bằng chính động lực của nó cho dù phải chịu đựng những thiệt hại nặng nề trong chiến đấu.
Những chiếc tàu sân bay Mỹ có trọng lượng vỏ giáp tương đương với những chiếc tàu tương tự của Hải quân Hoàng gia Anh. Trong khi những cuộc tranh luận nổ ra và tiếp tục cho đến tận ngày nay bàn về hiệu quả của vị trí cần được gia cố vỏ giáp: các tàu sân bay Anh được gia cố vỏ giáp trên sàn đáp trong khi phía Mỹ gia cố sàn chứa (hangar) máy bay, quan điểm của các nhà thiết kế Anh thường có xu hướng chê bai việc sử dụng một sàn chứa được bọc giáp, nhưng một số sử gia mà điển hình là tác giả D.K. Brown trong quyển Nelson to Vanguard, lại cho rằng thiết kế của người Mỹ có ưu thế hơn, cho đến lúc xuất hiện những chiếc siêu hàng không mẫu hạm đầu tiên đòi hỏi phải có một thân tàu sâu hơn, và do đó cần chuyển sàn được gia cố vỏ giáp lên mức sàn đáp máy bay.

## Sự phát triển
Sau khi Nhật Bản hủy bỏ các hiệp ước giải trừ quân bị vào năm 1936, phía Mỹ bắt đầu xem xét một cách thực tiễn sức mạnh hải quân của họ. Với đạo luật Phát triển Hải quân được Quốc hội Mỹ thông qua ngày 17 tháng 5 năm 1938, cho phép gia tăng thêm 40.000 tấn tàu sân bay. Điều này đã cho phép chế tạo chiếc Hornet và chiếc Essex (CV-9), trở thành chiếc dẫn đầu trong lớp của nó.
Chiếc CV-9 trở thành kiểu mẫu cho loại tàu sân bay có lượng rẽ nước tiêu chuẩn khoảng 30.000 tấn, khá lớn so với chiếc Enterprise, nhưng vẫn còn nhỏ hơn so với chiếc Saratoga (một chiếc tàu chiến-tuần dương được cải biến thành tàu sân bay). Những tiêu chuẩn này dần dần được biết đến như là những tàu sân bay thuộc lớp Essex. Vào ngày 9 tháng 9 năm 1940, có thêm tám chiếc tàu sân bay loại này được đặt hàng: Hornet, Franklin, Ticonderoga, Randolph, Lexington, Bunker Hill, Wasp và Hancock. Hai chiếc cuối cùng trong loạt mười ba chiếc được lên kế hoạch chế tạo ban đầu, Bennington và Boxer, được đặt hàng vào ngày 15 tháng 12 năm 1941.

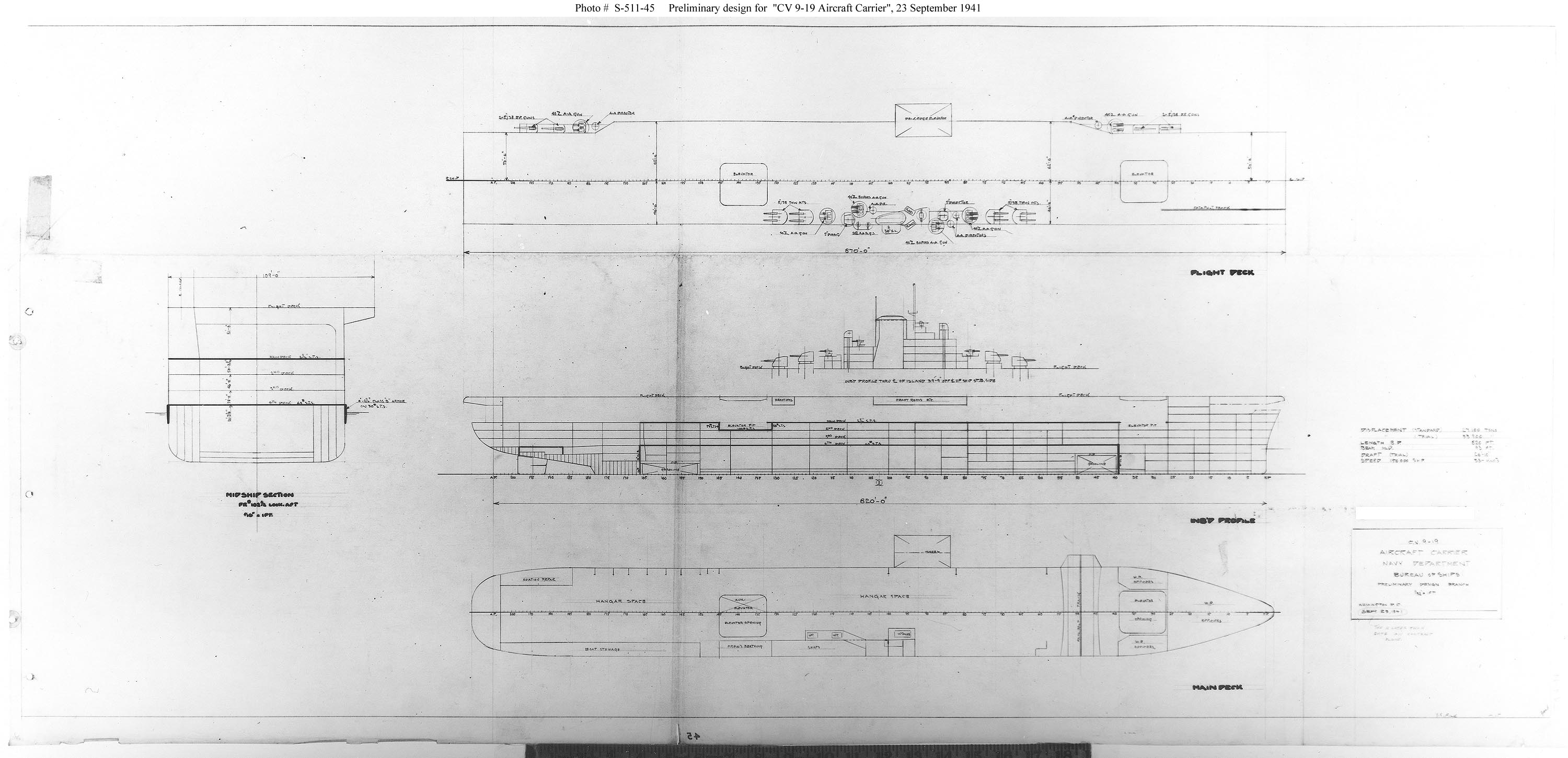
Kế hoạch năm 1941 dành cho lớp Essex.

Lexington, Wasp, Hornet, và Yorktown được đổi tên đang trong quá trình chế tạo, nhằm tiếp nối truyền thống của những con tàu sân bay chiến đấu trước đó, bị đánh chìm trong năm 1942. Trong số 13 chiếc lớp Essex tàu nguyên thủy được đặt hàng, bốn chiếc (Ticonderoga, Randolph, Hancock và Boxer) được cải biến trong quá trình chế tạo như là một phần của nhóm "thân dài", với mũi tàu được kéo dài nhằm cung cấp chỗ cho khẩu đội pháo phòng không bổ sung trước mũi.
Sau đó có thêm mười chín chiếc Essex được đặt hàng hoặc được lên kế hoạch, bắt đầu với mười chiếc vào ngày 7 tháng 8 năm 1942. Chỉ có hai chiếc Bon Homme Richard (CV-31) và Oriskany (CV-34) được đặt lườn như kiểu tàu Essex "thân ngắn", số còn lại trở thành kiểu tàu "thân dài" hay còn gọi là lớp Ticonderoga.
Lexington (CV-16) ban đầu được đặt lườn dưới tên gọi Cabot, nhưng nó đã được đổi tên trong quá trình chế tạo sau khi chiếc Lexington (CV-2) nguyên thủy bị mất trong quá trình trận chiến biển Coral vào tháng 5 năm 1942; nó được đưa vào hoạt động ngày 17 tháng 2 năm 1943. Yorktown (CV-10), ban đầu được đặt tên là Bon Homme Richard, được đổi tên sau khi chiếc Yorktown (CV-5) nguyên thủy bị mất trong trận Midway ngày 7 tháng 6 năm 1942. Tên của chiếc Wasp (CV-18) được đổi từ Oriskany sau khi chiếc Wasp (CV-7) nguyên thủy bị đánh chìm vào tháng 9 năm 1942 tại Nam Thái Bình Dương trong khi đang hộ tống một đoàn tàu vận tải đến Guadalcanal; và tên của chiếc Hornet (CV-12) được đổi từ Kearsarge sau khi chiếc tàu sân bay nguyên thủy Hornet (CV-8) bị đánh chìm vào tháng 10 năm 1942 trong trận chiến quần đảo Santa Cruz.
Tóm lại, trong quá trình Thế chiến II và cho đến khi kết thúc, Hải quân Mỹ đã đặt hàng 32 tàu sân bay thuộc các lớp Essex và Ticonderoga, trong đó 26 chiếc đã được đặt lườn và 24 chiếc được đưa vào hoạt động thực tế.

## Thiết kế

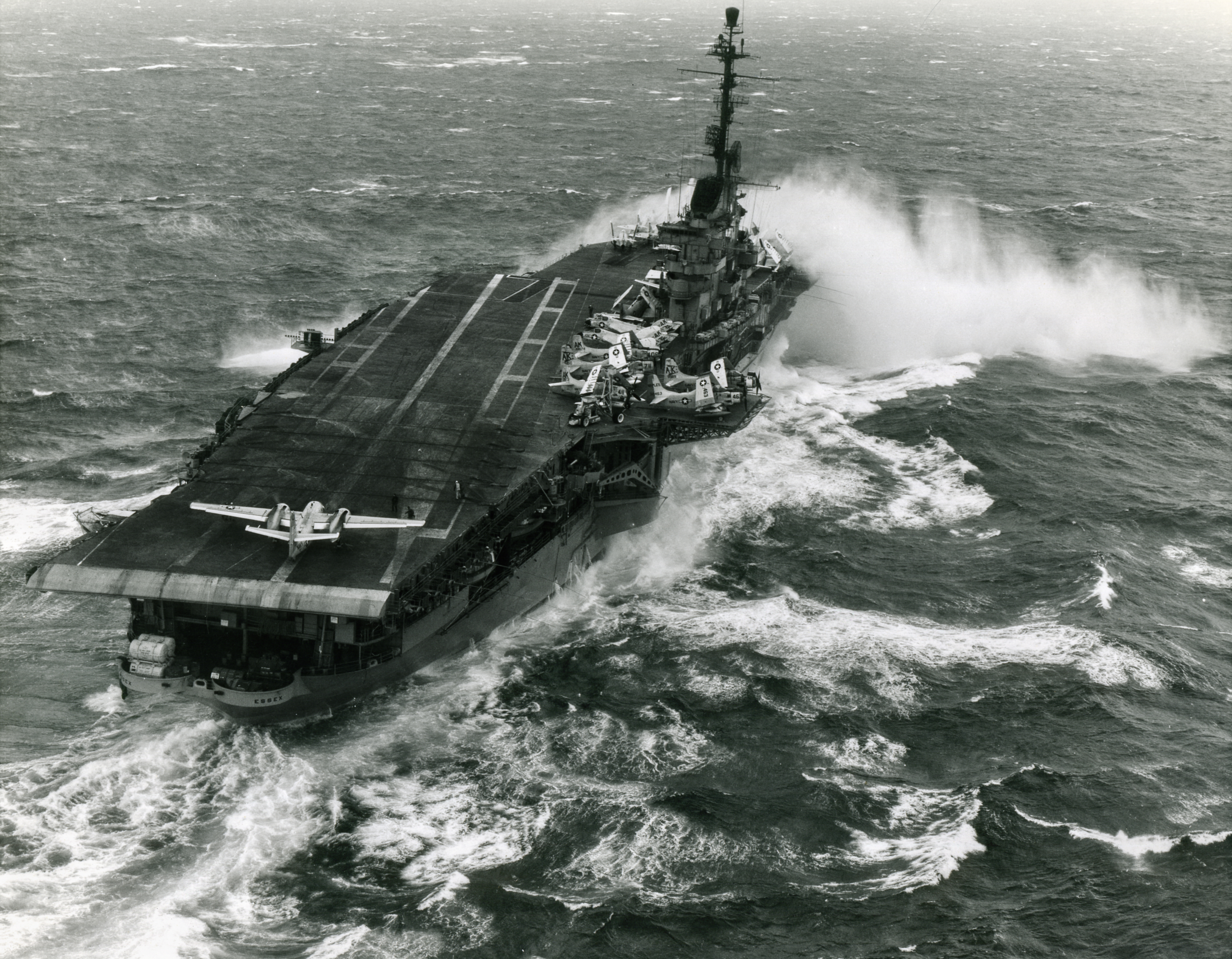
Chiếc Essex trong một vùng biển động mạnh, với sàn đáp dạng chéo sau Thế Chiến II.

Khi phác thảo những nét thiết kế đầu tiên cho kiểu Essex, người ta đã đặc biệt chú ý đến kích cỡ của cả sàn đáp và sàn chứa (hăng ga) máy bay. Việc thiết kế máy bay đã tiến triển một chặng đường dài từ loại máy bay tương đối nhẹ được sử dụng trên các tàu sân bay trong những năm 1930. Sàn đáp giờ đây được đòi hỏi phải có nhiều chỗ hơn để cất cánh cho những chiếc máy bay ngày càng nặng hơn đang được phát triển. Đa số những tàu sân bay hàng đầu trong những năm trước chiến tranh đều được trang bị máy phóng nằm ngang với sàn tàu, nhưng do vận tốc và kích cỡ của những con tàu này, việc phóng máy bay ít khi được thực hiện ngoại trừ khi dành cho các mục đích thử nghiệm.
Với sự tiến triển của chiến tranh, trọng lượng của máy bay ngày càng tăng lên, khi mà vỏ giáp và vũ khí ngày càng nặng, thành phần của đội bay cũng được tăng cường. Vào lúc chiến tranh kết thúc năm 1945, việc phóng máy bay lên bằng máy phóng ngày càng trở nên phổ biến trong những hoàn cảnh như vậy, và một số sĩ quan chỉ huy đã báo cáo rằng có đến 40% các cuộc phóng được thực hiện bằng cách này.
Thiết kế của sàn chứa máy bay (hangar) có được sau nhiều cuộc hội thảo giữa các văn phòng thiết kế hải quân. Không chỉ các cấu trúc nâng đỡ cho sàn đáp đòi hỏi phải chịu đựng trọng lượng của máy bay hạ cánh và đậu trên sàn đáp, mà nó còn phải đủ mạnh để chứa các phần thân máy bay và linh kiện phụ tùng (chiếm 50% mỗi loại máy bay trên tàu) bên dưới sàn đáp, và còn phải cung cấp chỗ làm việc đủ rộng cho những người làm việc bên dưới.
Một điểm tiên tiến ở lớp Essex là một thang nâng bên cạnh sàn đáp bên mạn trái được bổ sung thêm cho hai thang nâng giữa sàn đáp. Các thử nghiệm đã được thực hiện để dùng cần trục bốc máy bay lên một bệ giữa sàn chứa và sàn đáp, nhưng phương pháp này tỏ ra quá chậm. Văn phòng tàu chiến của Hải quân Mỹ và kỹ sư trưởng của hãng A.B.C. Elevator Co. đã thiết kế nên động cơ của thang nâng bên cạnh. Đó là một thang nâng tiêu chuẩn, kích thước bề mặt 18 x 10 m (60 x 34 ft), di chuyển theo phương thẳng đứng bên mạn trái sàn tàu. Thiết kế này chứng tỏ là một thành công lớn vì nó giúp cải tiến rất nhiều các hoạt động trên sàn đáp.

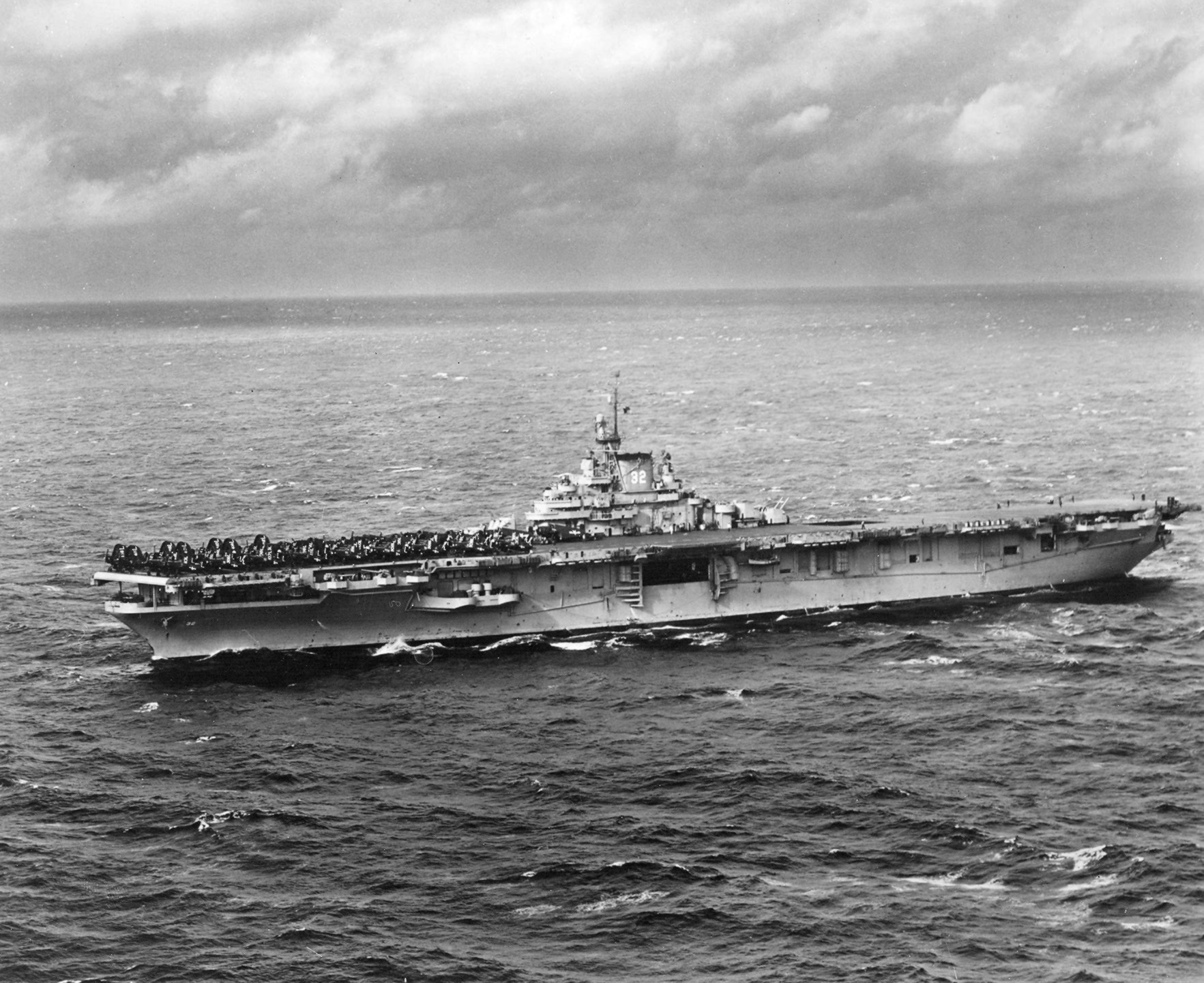
Chiếc Leyte

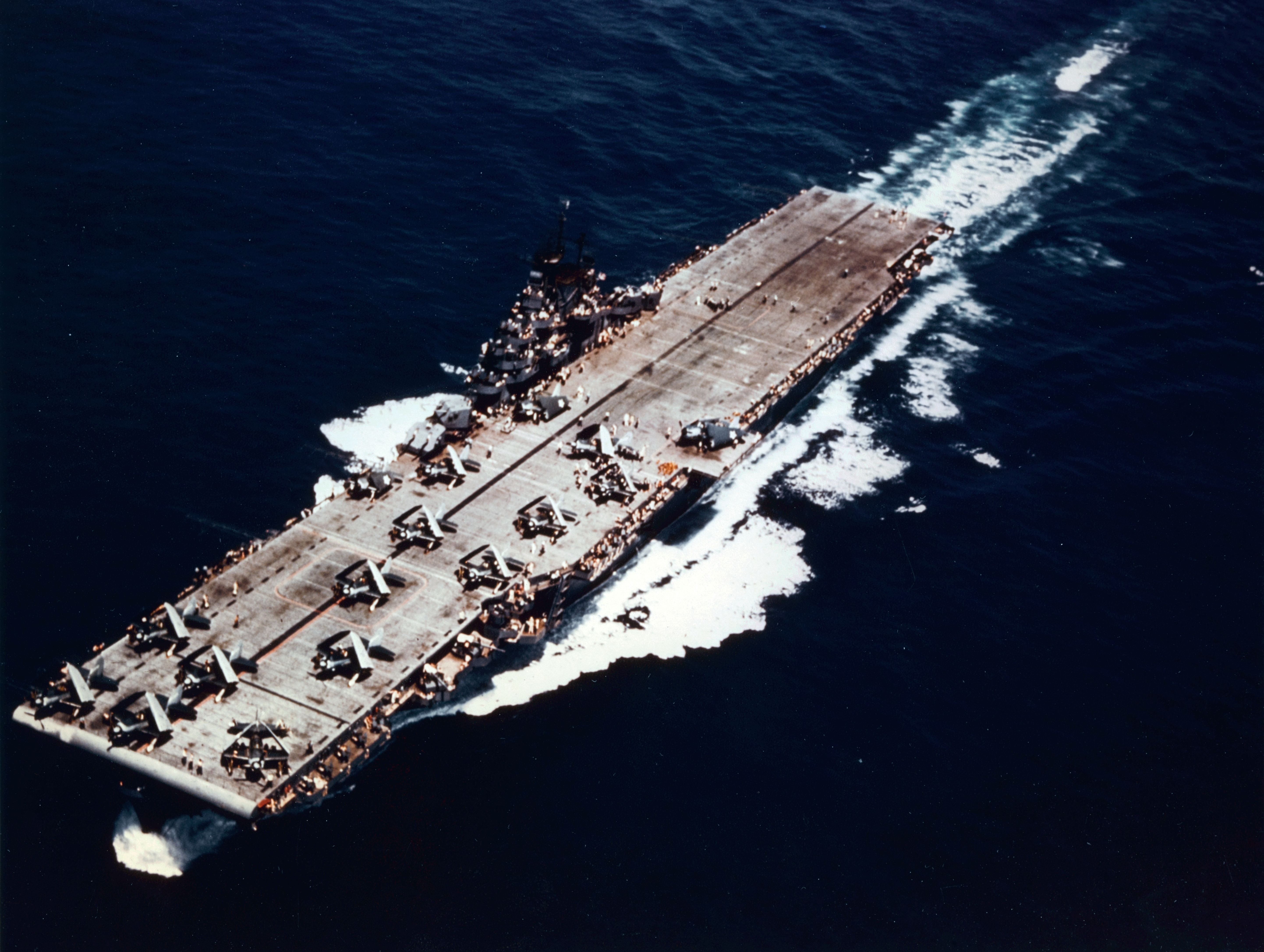
Chiếc Yorktown

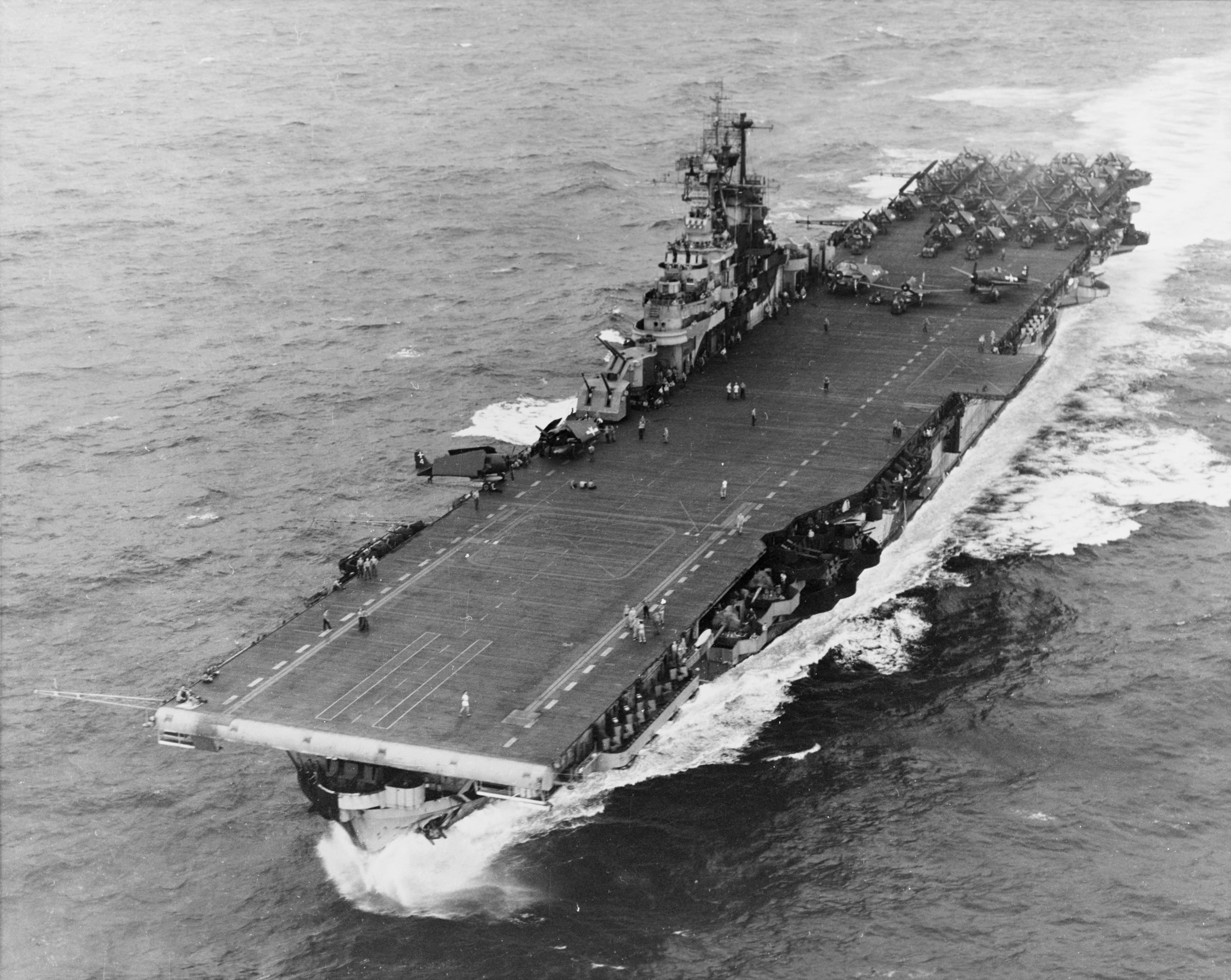
Chiếc Intrepid trong vùng biển Philippine, tháng 11 năm 1944.

Sẽ không có một lỗ trống lớn trên sàn đáp mỗi khi thang nâng được hạ xuống, một yếu tố nghiêm trọng nếu như thang nâng bị hỏng không thể sử dụng trong khi chiến đấu. Vị trí mới của nó giúp cho có thể tiếp tục các hoạt động bình thường trên sàn đáp mà không kể đến vị trí của thang nâng. Thang nâng cũng làm gia tăng hiệu quả khoảng trống trên sàn đáp vì nó ở vị trí "nâng" sẽ cung cấp thêm chỗ đậu trên sàn đáp ngoài kích thước thông thường, và gia tăng khoảng trống hiệu quả của sàn chứa do không có các hốc của thang nâng. Thêm nữa, cấu tạo cơ khí của nó ít phức tạp hơn so với hai thang nâng giữa tàu, khiến cho việc bảo trì đòi hỏi ít công lao động hơn khoảng 20%.
Các cải tiến tiếp nối dành cho lớp tàu này được thực hiện, đặc biệt là hệ thống thông gió, hệ thống chiếu sáng, và hệ thống đốt rác được thiết kế và áp dụng. Những chiếc tàu sân bay này có vỏ giáp bảo vệ tốt hơn so với những lớp đi trước, có những thiết bị tốt hơn để mang vũ khí, trữ lượng nhiên liệu lớn hơn và an toàn hơn, và các thiết bị kiểm soát hư hỏng hiệu quả hơn.
Chiến thuật sử dụng các tàu sân bay của Hoa Kỳ cũng được thay đổi khi chiến tranh tiếp diễn. Trong các chiến dịch ban đầu, cho đến năm 1942, học thuyết được đưa ra là tàu sân bay sẽ được cho hoạt động từng chiếc hay từng cặp, phối hợp với nhau khi tấn công và tách ra khi đang phòng ngự, với lý luận rằng việc tách các tàu sân bay ra khi bị tấn công không chỉ tạo ra màn bảo vệ tốt hơn mà còn phân tán sức mạnh đòn tấn công của đối phương. Kinh nghiệm chiến đấu trong các chiến dịch ban đầu đã không xác nhận cho học thuyết này, và các đề nghị mới cho việc bố trí chiến thuật là đề tài cho nhiều cuộc tranh luận và trao đổi.
Khi những tàu sân bay mới thuộc lớp Essex và lớp Independence bắt đầu xuất hiện, chiến thuật thay đổi. Kinh nghiệm đã dạy cho biết sự khôn ngoan của phối hợp sức mạnh. Trong tấn công, hỏa lực phòng không kết hợp của các tàu sân bay trong một đội đặc nhiệm và những tàu hộ tống cung cấp chiếc dù bảo vệ hiệu quả hơn chống lại các máy bay đối phương tấn công hơn là khi những chiếc tàu sân bay bị phân tán.
Khi hai hoặc nhiều đội đặc nhiệm như vậy hỗ trợ lẫn nhau, chúng tạo ra một lực lượng đặc nhiệm tàu sân bay nhanh. Bài học rút ra được khi đưa vào hoạt động các tàu sân bay thành một đội duy nhất sáu chiếc, hai đội ba chiếc hay ba đội hai chiếc đã tạo nên căn bản cho nhiều chiến thuật mà sau này đặc trưng cho các chiến dịch tàu sân bay nhanh, với sự tiến hóa của lực lượng đặc nhiệm tàu sân bay nhanh và việc sử dụng thành công trong các chiến dịch sau này.

## Vũ khí

### "Sunday Punch"
Máy bay phối thuộc, niềm kiêu hãnh của những chiếc tàu sân bay, còn được gọi là "Sunday Punch". Chúng bao gồm 36 chiếc máy bay tiêm kích, 36 chiếc máy bay ném bom bổ nhào và 18 chiếc máy bay ném ngư lôi. Kiểu F6F Hellcat được sử dụng làm loại máy bay tiêm kích tiêu chuẩn, còn kiểu SB2C-1 Helldiver là máy bay thám sát tiêu chuẩn và máy bay ném bom bổ nhào. Chiếc TBF Avenger được thiết kế như một máy bay ném ngư lôi nhưng cũng được sử dụng trong các vai trò tấn công khác. Một số chiếc Essex sau này, như là chiếc Bunker Hill, còn có những chiếc F4U Corsair trong các phi đội tiêm kích-ném bom (VBF), tiền thân của các phi đội tiêm kích-cường kích hiện đại (VFA).

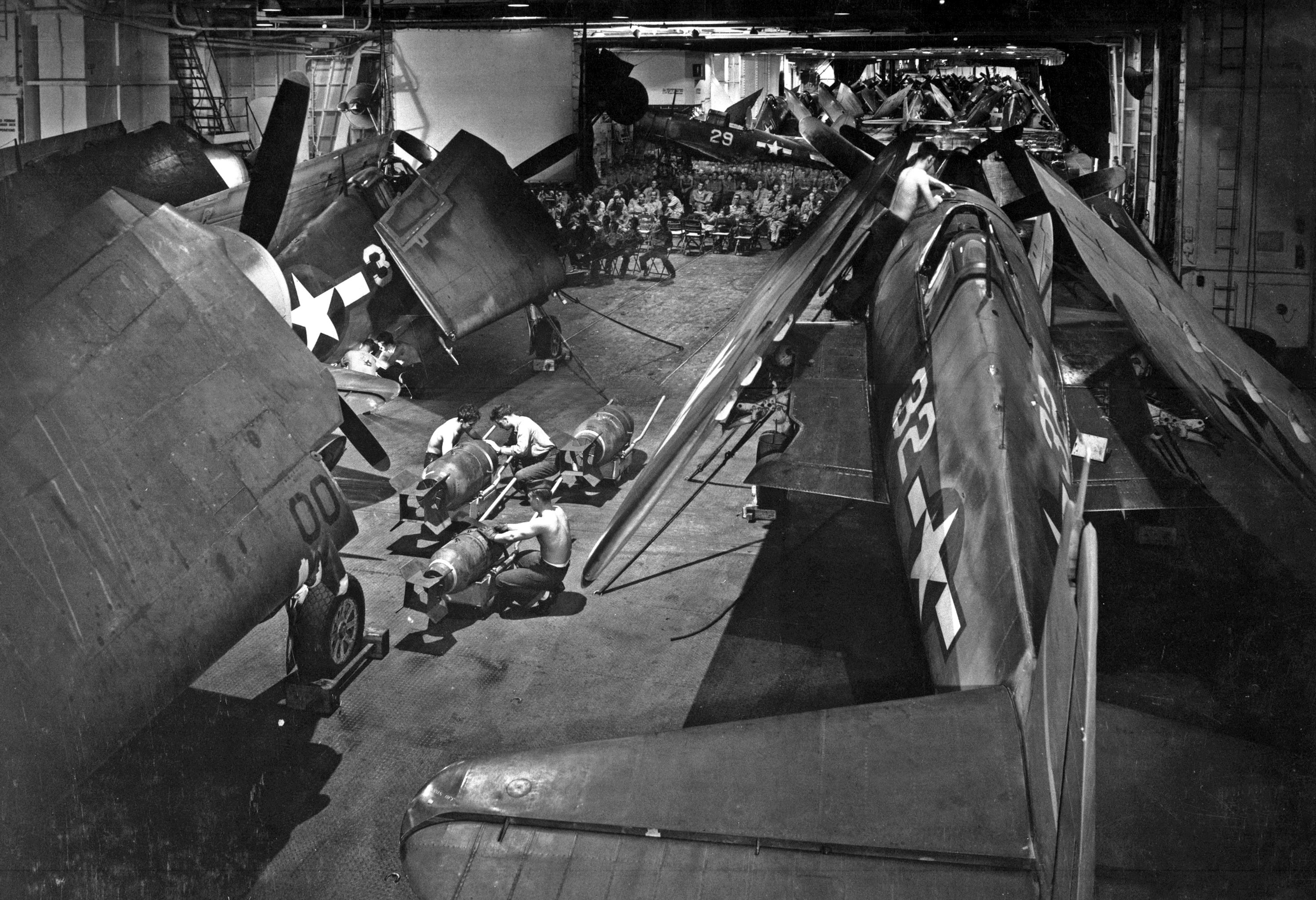
Nhân viên vũ khí đang làm việc với các quả bom bên cạnh những chiếc F6F-3 Hellcat đậu trong sàn chứa của tàu sân bay Yorktown, khoảng tháng 10-tháng 12 năm 1943. Các thành viên khác đang xem một bộ phim ở phía sau.

### Pháo, radar và radio
Kế hoạch phòng thủ được dự định sử dụng vô tuyến liên lạc và radar trong nỗ lực phối hợp nhằm tập trung hỏa lực phòng không.
Thiết kế trưng ra bốn tháp pháo nòng kép 5 in (130 mm)/38-caliber, 17 pháo phòng không bốn nòng Bofors 40 mm và 65 khẩu pháo đơn Oerlikon 20 mm để phòng ngự ở tầm gần. Với tầm bắn xa 16 km (10 dặm) và tốc độ bắn 15 quả đạn mỗi phút, các khẩu pháo 5 inch có thể bắn được loại đạn VT chết người. Đạn VT còn được gọi là đạn kích nổ tiếp cận, sẽ kích nổ khi nó tiến đến gần máy bay đối phương ở khoảng cách chừng 20 m (70 ft). Các khẩu pháo 5 inch còn có thể ngắm xuống mặt nước, tạo ra các cột nước cao đủ làm rơi những chiếc máy bay bay thấp như những máy bay ném ngư lôi. Các khẩu pháo Bofors 40 mm là một cải tiến lớn so với những khẩu pháo pháo 1,1 inch/cỡ nòng 75 (28 mm) trang bị cho lớp Lexington và lớp Yorktown trước đây.
Lớp Essex cũng sử dụng các thiết bị liên lạc và kỹ thuật tiên tiến. Kiểu radar quét Mark 4 được trang bị nhưng không thể dò theo những máy bay tiến đến gần ở tầm thấp nên được nhanh chóng thay thế bằng kiểu radar Mark 12 được cải tiến. Một màn hình chỉ thị vị trí sơ đồ (PPI) được sử dụng để theo dõi các tàu cho phép một lực lượng nhiều tàu sân bay duy trì được đội hình tốc độ cao vào ban đêm hay khi thời tiết xấu. Công cụ dẫn đường mới có tên gọi "Dead Reckoning Tracer" cũng được trang bị để dẫn đường và theo dõi các tàu mặt biển. Hệ thống nhận diện bạn hay thù (IFF) được sử dụng để nhận ra tàu chiến hay máy bay thù địch, đặc biệt là vào ban đêm hay khi thời tiết xấu. Hệ thống liên lạc VHF (Very High Frequency) bốn kênh cho phép biến đổi kênh như một nỗ lực ngăn chặn khả năng đối phương bắt được tin tức trao đổi.Nó còn cho phép liên lạc đồng thời với các tàu khác và máy bay của cùng lực lượng đặc nhiệm.

## Những chiếc Essex "thân dài"

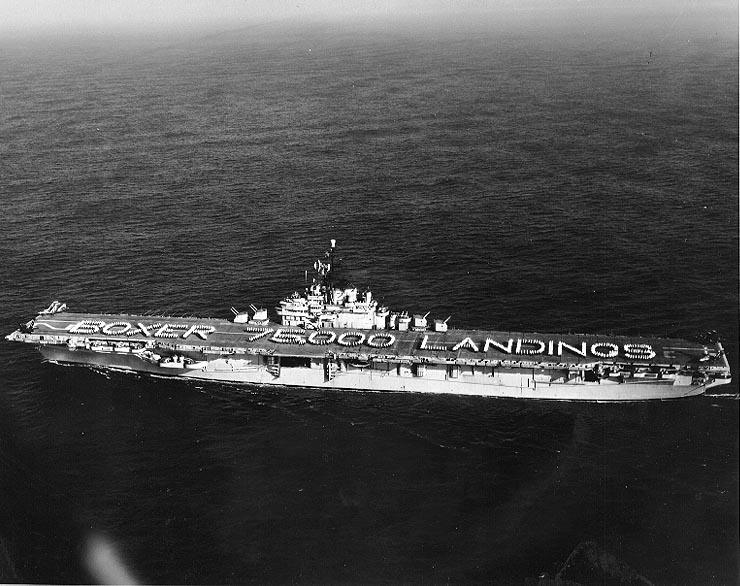
Chiếc Boxer

Nhiều cải tiến được thực hiện trong suốt chương trình chế tạo lớp Essex. Số lượng pháo phòng không 20 mm và 40 mm được tăng lên rất nhiều, radar mới và cải tiến được bổ sung, máy phóng nguyên thủy trong sàn chứa máy bay được tháo bỏ, hệ thống thông khí sau đó được thay đổi, chi tiết giáp bảo vệ cũng khác đi, và hàng trăm các thay đổi lớn và nhỏ được đưa ra. Trong thực tế, dưới con mắt của chuyên gia có kinh nghiệm, không có hai chiếc tàu nào trong lớp giống hệt nhau.
Bắt đầu vào tháng 3 năm 1943, một thay đổi đáng kể rõ ràng bên ngoài được áp dụng cho những con tàu đang trong giai đoạn sớm của quá trình chế tạo. Đó là việc tạo dáng lại cho mũi tàu thành hình "mũi cắt", lấy chỗ cho việc bổ sung thêm hai khẩu đội pháo 40 mm bốn nòng, giúp cải thiện việc bảo vệ phòng không phía trước. Mười ba chiếc đã được hoàn tất theo thiết kế này, mà sau đó được gọi là lớp Ticonderoga. Bốn chiếc kiểu này đã hoàn tất trong năm 1944, kịp lúc để gia nhập cùng các tàu sân bay chị em Essex "thân ngắn" tại mặt trận Thái Bình Dương, số còn lại được đưa ra hoạt động giữa đầu năm 1945 và cuối năm 1946. Hải quân Mỹ chưa bao giờ chính thức nêu ra sự khác biệt giữa những chiếc Essex thân ngắn hay thân dài, và các cải tiến và nâng cấp sau chiến tranh đều được áp dụng cho cả hai nhóm như nhau.

## Các cải tiến sau chiến tranh

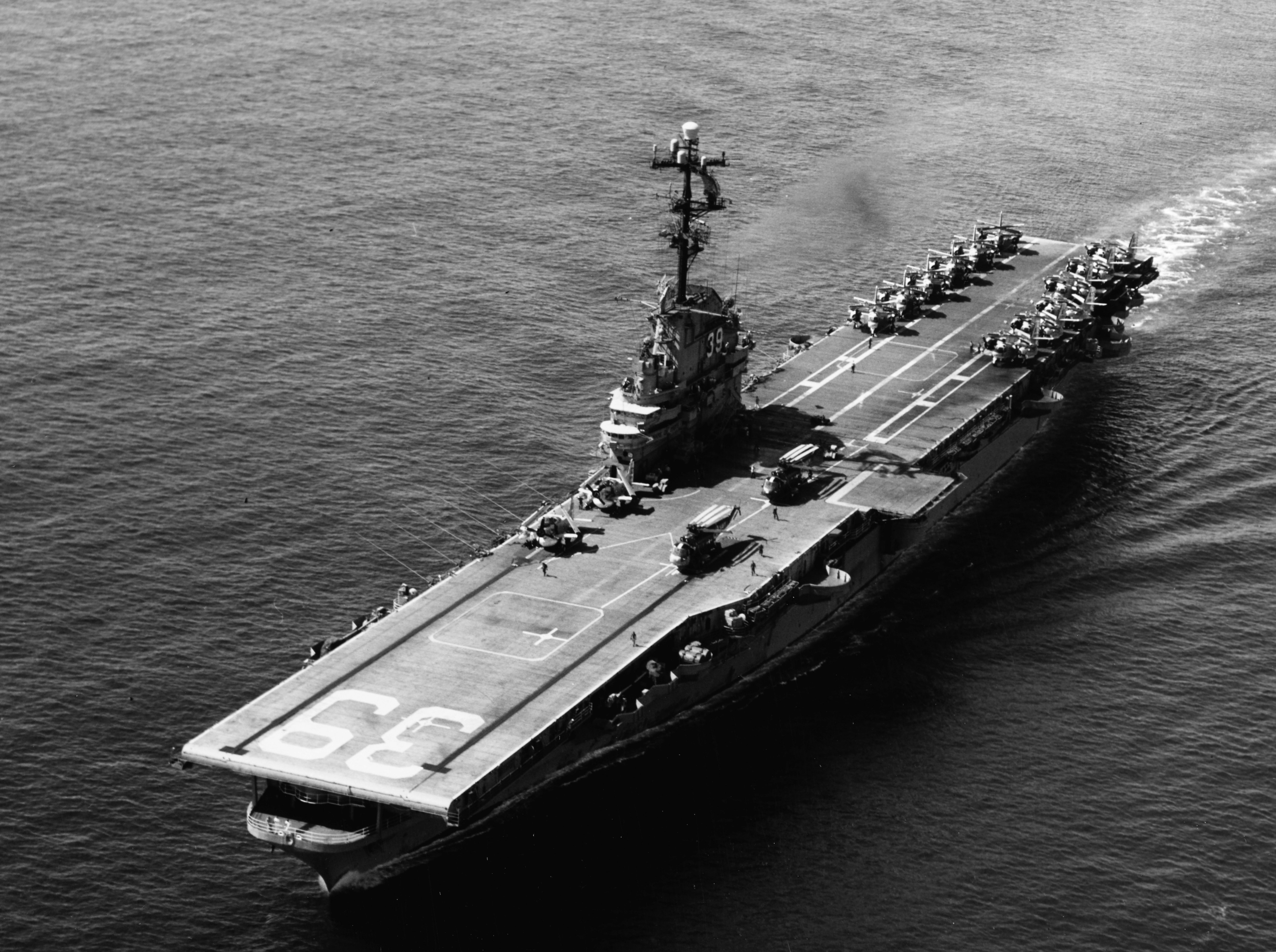
Chiếc Lake Champlain với sàn đáp thẳng

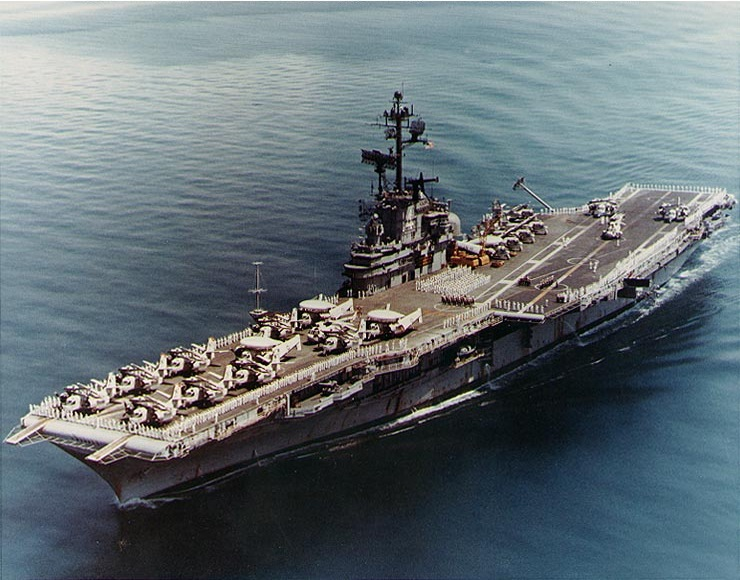
Chiếc Ticonderoga với sàn đáp chéo.

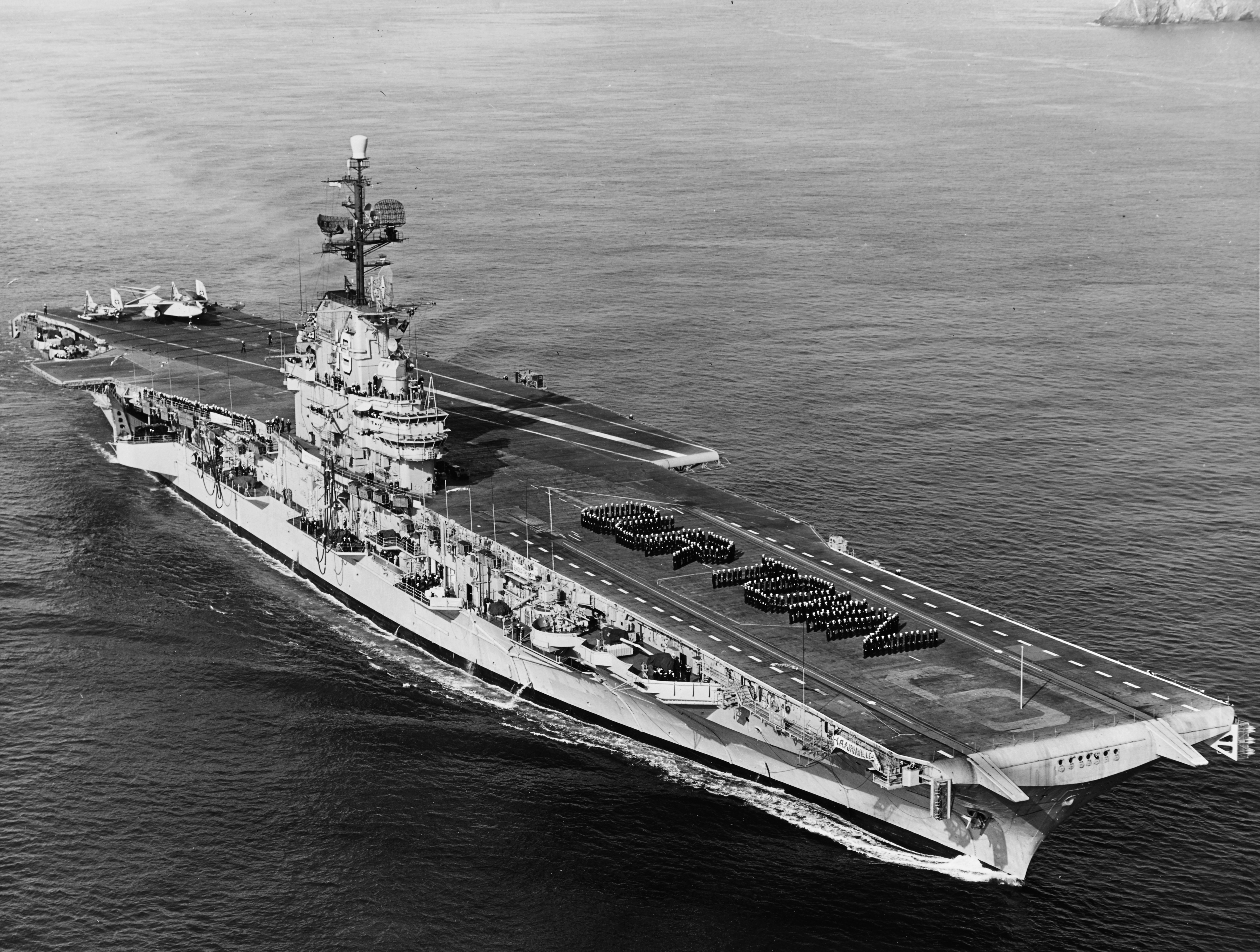
Chiếc Hancock

Nhờ có sàn chứa máy bay rộng rãi, và tận dụng phát minh kiểu sàn đáp chéo của Anh Quốc năm 1952, những chiếc Essex dễ dàng chở được các kiểu máy bay chiến đấu phản lực. Số lượng lớn các tàu mới, hợp cùng những tàu sân bay hiện đại lớp Midway lớn hơn, đã duy trì sức mạnh không lực của Hải quân cho đến hết những năm 1940, thời kỳ Chiến tranh Triều Tiên và cả những năm sau đó.
Năm chiếc "thân dài" đã được đặt lườn trong những năm 1946 – 1947, cùng với tất cả những chiếc "thân ngắn". Tám chiếc được giữ lại hoạt động thường trực, hợp cùng với ba chiếc lớp Midway tạo nên cột trụ sức mạnh chiến đấu của Hải quân trong những năm sau chiến tranh. Cho dù sự tiết kiệm chi tiêu quốc phòng của chính phủ Truman đã đưa ba chiếc Essex ngưng hoạt động vào năm 1949, chỉ không lâu sau chúng cũng được đưa ra hoạt động trở lại sau khi Chiến tranh Triều Tiên bùng nổ. Cuối cùng, cả mười ba chiếc đều hoạt động thường trực trong thời kỳ Chiến tranh Lạnh.

### SCB-27
Chiếc Oriskany được hoàn tất vào tháng 9 năm 1950 dưới một thiết kế được cải tiến, và tám chiếc tàu sân bay cũ hơn được cải tạo lại theo thiết kế cải tiến Oriskany 27A trong chương trình SCB-27 trong những năm đầu của thập niên 1950. Sáu chiếc cũ hơn được cải tạo lại theo thiết kế mới hơn 27C như là giai đoạn cuối của chương trình SBC-27. Riêng chiếc Antietam còn có được một sàn đáp thử nghiệm chéo góc 10o5 vào năm 1952.

### SCB-125
Sàn đáp chéo góc cải tiến là đặc điểm dễ nhận biết của chương trình cải tạo SCB-125, và được áp dụng đồng thời cho ba chiếc cuối cùng cải tạo theo thiết kế 27C, rồi sau đó cho tất cả các chiếc 27A và 27C ngoại trừ chiếc Lake Champlain. Oriskany được cải tạo kết hợp SCB-27 và SCB-125 cùng một lúc. Shangri-La trở thành chiếc tàu sân bay Hoa Kỳ đầu tiên hoạt động với một sàn đáp chéo góc vào năm 1955.
Chiến tranh Triều Tiên, rồi đến Chiến tranh Lạnh tiếp theo sau, đã yêu cầu đưa ra hoạt động 22 trong tổng số 24 tàu sân bay sau Thế Chiến II, tất cả đều cùng với các liên đội không quân tấn công. Đến năm 1955, bảy chiếc Essex không được cải tạo được đưa ra hoạt động dưới lớp tàu sân bay chống tàu ngầm (CVS) được thành lập vào tháng 8 năm 1953. Khi các siêu hàng không mẫu hạm thuộc lớp Forrestal được đưa ra hoạt động, bảy chiếc Essex được cải tạo 27A được xếp lại lớp CVS để thay thế cho những chiếc ban đầu không được cải tạo. Sáu chiếc cải tiến 27A được gắn các thiết bị chuyên biệt dành cho CVS, bao gồm hệ thống sonar SQS-23 gắn trước mũi. Hai chiếc cải tiến 27C được xếp lại lớp CVS vào năm 1962 và thêm hai chiếc nữa vào năm 1969. Những chiếc không được hiện đại hóa bắt đầu rời khỏi phục vụ thường trực vào cuối những năm 1950. Những chiếc có nâng cấp tiếp tục hoạt động cho đến khi già cũ, và khi số lượng lớn những chiếc siêu hàng không mẫu hạm khiến cho chúng trở nên lạc hậu, từ cuối những năm 1960 đến đầu những năm 1970. Tuy nhiên, một trong những chiếc đầu tiên của kiểu tàu này là chiếc Lexington đã phục vụ cho đến tận năm 1991 như một tàu huấn luyện.
Trong số sáu chiếc Essex thân dài không được hiện đại hóa, ba chiếc được cho ngừng hoạt động trong những năm cuối thập niên 1950 và đầu thập niên 1960, và được xếp lại lớp thành những tàu chở máy bay (AVT), phản ảnh khả năng khá hạn chế của chúng cho các máy bay hiện đại có thể hoạt động một cách an toàn. Boxer, Princeton và Valley Forge được xếp lại lớp thành những tàu tấn công đổ bộ có sàn đáp máy bay trực thăng (LPH: Landing Platform Helicopter) dành cho Thủy quân Lục chiến, và tiếp tục hoạt động với sàn đáp thẳng nguyên thủy cho đến khoảng năm 1970. Hai chiếc lạc hậu nhất được đưa về lực lượng dự bị vào giữa những năm 1960, và những chiếc còn lại rời khỏi hạm đội thường trực vào giai đoạn giữa năm 1969 và 1976. Tất cả đều bị tháo dỡ, hầu hết là trong những năm 1970, riêng chiếc Shangri-La tồn tại đến cuối những năm 1980.

### Sự tiến hóa của các liên đội máy bay
Ví dụ như trên chiếc Bennington trong giai đoạn 1956-1957, một liên đội máy bay phối thuộc tiêu biểu bao gồm một phi đội cho mỗi loại máy bay sau đây: FJ3 Fury, F2H Banshee, F9F Cougar cùng các kiểu Skyraider AD-6, AD-5N và AD-5W, AJ2 Savage và F9F-8P Cougar trinh sát hình ảnh.
Thời gian từ giữa đến cuối những năm 1960, lực lượng không quân phối thuộc được thay đổi. Oriskany được bố trí hai phi đội F-8J Crusader, ba phi đội A-4E Skyhawk, E-1 Tracer, EKA-3B Skywarrior tiếp dầu, và RF-8G Crusader trinh sát hình ảnh. Đến năm 1970, ba phi đội A-4 được thay thế bằng hai phi đội A-7A Corsair II. Kiểu máy bay tiêm kích F-4 Phantom II được cho là quá nặng để có thể hoạt động an toàn trên những chiếc Essex.
Được trang bị cho tàu sân bay chống tàu ngầm (CVS) thuộc lớp Essex, như chiếc Bennington trong những năm 1960, liên đội máy bay bao gồm hai phi đội S-2F Tracker và một phi đội máy bay trực thăng chống tàu ngầm Sikorsky SH-34 (được thay thế vào năm 1964 bằng kiểu SH-3A Sea King). Việc cảnh báo sớm trên không ban đầu được một kiểu EA-1E Skyraider cải biến đảm trách; sau đó được nâng cấp vào năm 1965 bằng những chiếc E-1 Tracer. Một phi đội A-4B cũng được phối thuộc để hoạt động bảo vệ ban ngày cho những máy bay chống tàu ngầm.
Những chiếc được cải tạo LPH chỉ hoạt động một số ít máy bay trực thăng như UH-34 và CH-46 Sea Knight. Những chiếc LPH đôi khi được sử dụng để chuyên chở máy bay cho tất cả các binh chủng của quân đội Hoa Kỳ. Kiểu máy bay cất cánh thẳng đứng AV-8A được trang bị cho Thủy quân Lục chiến quá trễ để hoạt động thường trực trên những tàu sân bay này. Cũng có thể phóng và thu hồi những chiếc máy bay nhỏ như OV-10 Bronco mà không cần máy phóng và dây hãm, nhưng điều này hiếm khi được cho phép trên những chiếc có sàn đáp thẳng vì những lý do an toàn và cũng để không làm gián đoạn hoạt động của những chiếc máy bay trực thăng.

## Chương trình thám hiểm không gian
Nhiều tàu sân bay thuộc lớp Essex đã tham gia vào chương trình thám hiểm không gian có người của Hoa Kỳ như những tàu thu hồi các chuyến bay không và có người lái từ năm 1960 đến năm 1973.
Valley Forge là tàu thu hồi cho chuyến bay không người lái Mercury-Redstone 1A vào ngày 19 tháng 12 năm 1960. Chuyến bay vào không gian đầu tiên của một người Mỹ được thực hiện trên chuyến bay Mercury-Redstone 3, và được thu hồi bởi Lake Champlain vào ngày 5 tháng 5 năm 1961. Randolph thu hồi chuyến bay tiếp theo Mercury-Redstone 4 vào ngày 21 tháng 7 năm 1961, và nó cũng là tàu thu hồi chính cho chuyến bay Mercury-Atlas 6. Chuyến bay có người lái tiếp theo sau Mercury-Atlas 7 được vớt bởi Intrepid vào ngày 24 tháng 5 năm 1962; còn Kearsarge thu hồi hai chuyến bay Mercury cuối cùng: Mercury-Atlas 8 vào ngày 3 tháng 10 năm 1962 và Mercury-Atlas 9 vào ngày 16 tháng 5 năm 1963.
Tiếp nối cho chương trình không gian Mercury, Chương trình Gemini được xúc tiến và những chiếc Essex đã góp phần tham gia. Lake Champlain thu hồi chuyến bay không người lái thứ hai Gemini 2 vào ngày 19 tháng 1 năm 1965; và Intrepid thu hồi chuyến bay có người lái đầu tiên Gemini 3. Wasp vớt đội bay trên chuyến bay Gemini 4 vào ngày 7 tháng 6, vào ngày 29 tháng 8, Lake Champlain vớt Gemini 5 sau tám ngày trong không gian. Vào tháng 12 năm 1965, Wasp lần đầu tiên trong lịch sử thu hồi hai tàu không gian trong vòng hai ngày: Gemini 6A vào ngày 16 và Gemini 7 vào ngày 18 tháng 12, sau chuyến bay gặp gỡ nhau trong không gian. Nó cũng thu hồi Gemini 9A vào ngày 6 tháng 6 năm 1966 và chuyến bay Gemini cuối cùng là Gemini 12 vào ngày 15 tháng 11.

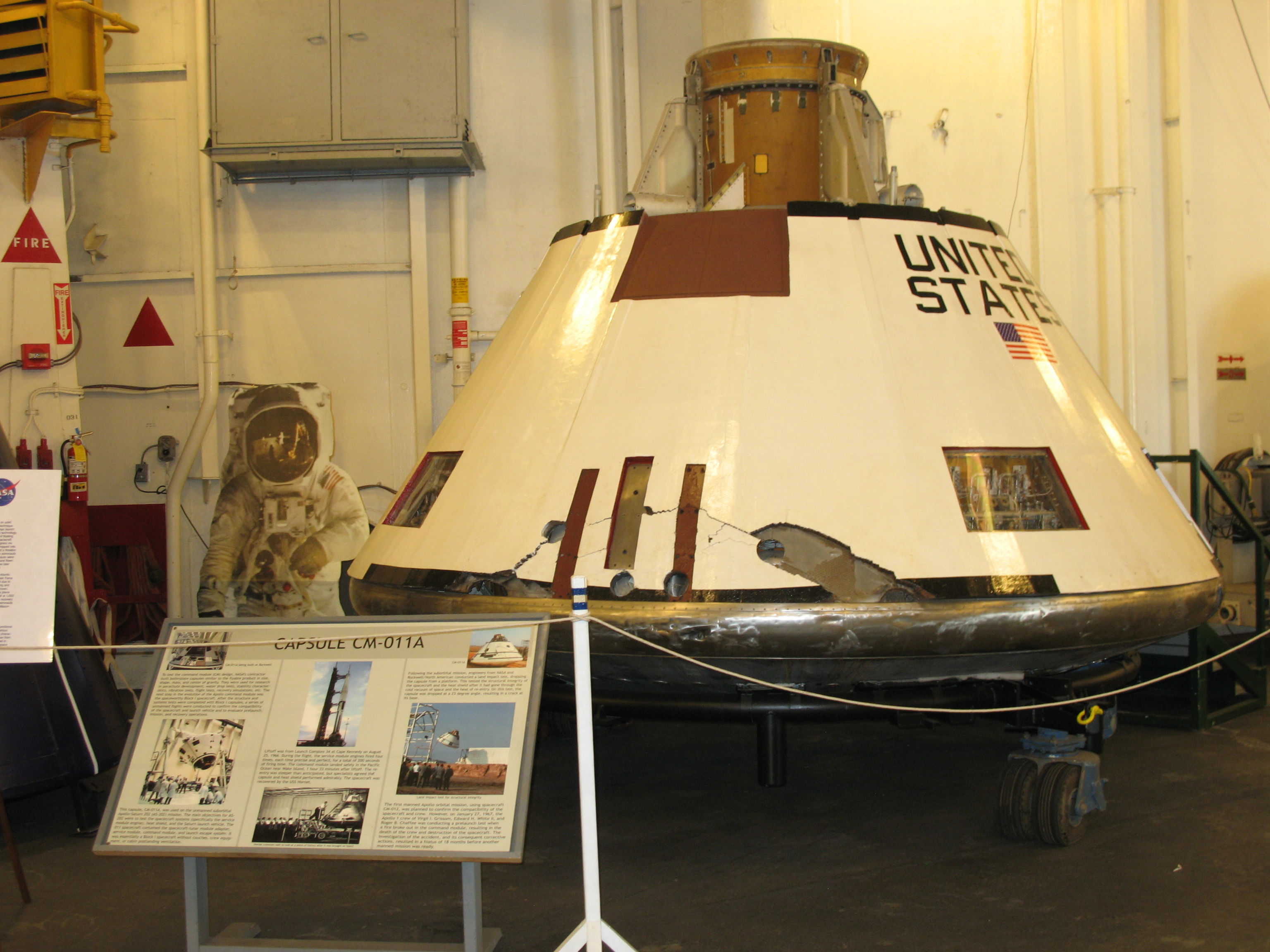
Chương trình vũ trụ Apollo được triển lãm trên chiếc Hornet.

Việc sử dụng thành công tàu sân bay trong việc thu hồi tàu vũ trụ được tiếp nối cho chương trình Apollo. Vào ngày 26 tháng 2 năm 1966, Boxer đã thu hồi khoang chỉ huy của AS-201, chuyến bay thử nghiệm đầu tiên không người lái thử nghiệm khoang chỉ huy của tàu Apollo. Một chuyến bay thử nghiệm khoang chỉ huy khác dưới quỹ đạo, AS-202, được thu hồi vào tháng 8 bởi chiếc Hornet; chính khoang chỉ huy của chuyến bay này hiện đang được trưng bày trên tàu bảo tàng Hornet. Bennington đã thu hồi khoang chỉ huy của Apollo 4, chuyến bay đầu tiên không người lái sử dụng lực đẩy của tên lửa Saturn V, vào ngày 9 tháng 11 năm 1967.
Mười một tháng sau đó, Essex thu hồi các phi hành gia của chiếc Apollo 7, chuyến bay có người đầu tiên trong chương trình Apollo, sau mười một ngày trong quỹ đạo quanh Trái Đất. Yorktown vớt các phi hành gia của chiếc Apollo 8 sau chuyến bay lịch sử vòng quanh Mặt Trăng vào tháng 12 năm 1968; và Princeton vớt các phi hành gia của chuyến bay thứ hai đến Mặt Trăng, Apollo 10, vào tháng 5 năm 1969.
Hornet tái tham gia vào chương trình khi thu hồi các phi hành gia của hai chuyến đổ bộ đầu tiên lên mật trăng: Apollo 11 vào tháng 7  và Apollo 12 vào tháng 11 năm 1969. Những bước đi đầu tiên trên mặt đất sau khi trở về từ Mặt Trăng của các phi hành gia Neil Armstrong, Edwin Aldrin và Mike Collins được đánh dấu trên sàn chứa máy bay trong phần triển lãm chương trình Apollo. Ba chuyến bay kế tiếp sử dụng các tàu đổ bộ tấn công làm nhiệm vụ hỗ trợ; tuy nhiên, Ticonderoga đã vớt các phi hành gia của hai chuyến bay cuối cùng đến Mặt Trăng, Apollo 16 vào tháng 4 và Apollo 17 vào tháng 12 năm 1972.
Trong giai đoạn hậu-Apollo, Ticonderoga một lần nữa đã hoạt động như là tàu thu hồi các phi hành gia của Skylab 2, chuyến bay có người đầu tiên đi đến Skylab, trạm vũ trụ đầu tiên của Hoa Kỳ trong quỹ đạo quanh Trái Đất, vào tháng 6 năm 1973.

## Những chiếc còn lại
Bốn tàu chiến thuộc lớp Essex được giữ lại, và được mở cho công chúng tham quan như những tàu bảo tàng: 
- Yorktown, tại Patriot's Point, Mount Pleasant, South Carolina
- Intrepid, tại New York City
- Hornet, tại Alameda, California
- Lexington, tại Corpus Christi, Texas.

Cho đến khi tàu bảo tàng Midway mở cửa tại San Diego, mọi chiếc tàu sân bay được bảo tồn tại Mỹ đều là những chiếc thuộc lớp Essex.
Oriskany bị đánh đắm vào năm 2006 để tạo một dãi san hô nhân tạo ngoài khơi Pensacola, Florida.

## Lớp tàu sân bayEssex
| Tàu                       | Hình ảnh | Đặt lườn          | Hạ thủy           | Hoạt động         | Ngừng hoạt động   | Số phận                          |
| ------------------------- | -------- | ----------------- | ----------------- | ----------------- | ----------------- | -------------------------------- |
| Essex (CV-9)              |          | tháng 4 năm 1941  | tháng 7 năm 1942  | tháng 12 năm 1942 | tháng 6 năm 1969  | Tháo dỡ (tháng 6 năm 1975)       |
| Yorktown (CV-10)          |          | tháng 12 năm 1941 | tháng 1 năm 1943  | tháng 4 năm 1943  | tháng 6 năm 1970  | Tàu bảo tàng (tháng 10 năm 1975) |
| Intrepid (CV-11)          |          | tháng 12 năm 1941 | tháng 4 năm 1943  | tháng 8 năm 1943  | tháng 3 năm 1974  | Tàu bảo tàng (tháng 8 năm 1982)  |
| Hornet (CV-12)            |          | tháng 8 năm 1942  | tháng 8 năm 1943  | tháng 11 năm 1943 | tháng 6 năm 1970  | Tàu bảo tàng (tháng 7 năm 1989)  |
| Franklin (CV-13)          |          | tháng 12 năm 1942 | tháng 10 năm 1943 | tháng 1 năm 1944  | tháng 2 năm 1947  | Tháo dỡ (tháng 8 năm 1966)       |
| Ticonderoga (CV-14)       |          | tháng 2 năm 1943  | tháng 2 năm 1944  | tháng 5 năm 1944  | tháng 9 năm 1973  | Tháo dỡ (tháng 9 năm 1975)       |
| Randolph (CV-15)          |          | tháng 5 năm 1943  | tháng 6 năm 1944  | tháng 10 năm 1944 | tháng 2 năm 1969  | Tháo dỡ (tháng 5 năm 1975)       |
| Lexington (CV-16)         |          | tháng 7 năm 1941  | tháng 9 năm 1942  | tháng 2 năm 1943  | tháng 11 năm 1991 | Tàu bảo tàng (tháng 6 năm 1992)  |
| Bunker Hill (CV-17)       |          | tháng 9 năm 1941  | tháng 12 năm 1942 | tháng 5 năm 1943  | tháng 1 năm 1947  | Tháo dỡ (tháng 5 năm 1973)       |
| Wasp (CV-18)              |          | tháng 3 năm 1942  | tháng 8 năm 1943  | tháng 11 năm 1943 | tháng 7 năm 1972  | Tháo dỡ (tháng 5 năm 1973)       |
| Hancock (CV-19)           |          | tháng 1 năm 1943  | tháng 10 năm 1944 | tháng 4 năm 1944  | tháng 1 năm 1976  | Tháo dỡ (tháng 9 năm 1976)       |
| Bennington (CV-20)        |          | tháng 12 năm 1942 | tháng 2 năm 1944  | tháng 8 năm 1944  | tháng 1 năm 1970  | Tháo dỡ (tháng 1 năm 1994)       |
| Boxer (CV-21)             |          | tháng 9 năm 1943  | tháng 12 năm 1944 | tháng 4 năm 1945  | tháng 12 năm 1969 | Tháo dỡ (tháng 2 năm 1971)       |
| Bon Homme Richard (CV-31) |          | tháng 2 năm 1943  | tháng 4 năm 1944  | tháng 11 năm 1944 | tháng 7 năm 1971  | Tháo dỡ (tháng 3 năm 1992)       |
| Leyte (CV-32)             |          | tháng 2 năm 1944  | tháng 8 năm 1945  | tháng 4 năm 1946  | tháng 5 năm 1959  | Tháo dỡ (tháng 3 năm 1970)       |
| Kearsarge (CV-33)         |          | tháng 3 năm 1944  | tháng 5 năm 1945  | tháng 3 năm 1946  | tháng 2 năm 1970  | Tháo dỡ (tháng 9 năm 1970)       |
| Oriskany (CV-34)          |          | tháng 5 năm 1944  | tháng 10 năm 1945 | tháng 9 năm 1950  | tháng 9 năm 1976  | Đánh chìm (tháng 5 năm 2006)     |
| Antietam (CV-36)          |          | tháng 3 năm 1943  | tháng 8 năm 1944  | tháng 1 năm 1945  | tháng 5 năm 1963  | Tháo dỡ (tháng 2 năm 1974)       |
| Princeton (CV-37)         |          | tháng 9 năm 1943  | tháng 7 năm 1945  | tháng 11 năm 1945 | tháng 1 năm 1970  | Tháo dỡ (tháng 5 năm 1971)       |
| Shangri-La (CV-38)        |          | tháng 1 năm 1943  | tháng 2 năm 1944  | tháng 9 năm 1944  | tháng 7 năm 1971  | Tháo dỡ (tháng 8 năm 1998)       |
| Lake Champlain (CV-39)    |          | tháng 3 năm 1943  | tháng 11 năm 1944 | tháng 6 năm 1945  | tháng 5 năm 1966  | Tháo dỡ (tháng 4 năm 1972)       |
| Tarawa (CV-40)            |          | tháng 3 năm 1943  | tháng 5 năm 1945  | tháng 11 năm 1945 | tháng 6 năm 1967  | Tháo dỡ (tháng 10 năm 1968)      |
| Valley Forge (CV-45)      |          | tháng 9 năm 1944  | tháng 11 năm 1945 | tháng 11 năm 1946 | tháng 1 năm 1970  | Tháo dỡ (tháng 10 năm 1971)      |
| Philippine Sea (CV-47)    |          | tháng 8 năm 1944  | tháng 9 năm 1945  | tháng 5 năm 1946  | tháng 12 năm 1958 | Tháo dỡ (tháng 3 năm 1971)       |

Chiếc Oriskany được đặt hàng và đặt lườn ban đầu như một tàu thuộc lớp Essex, nhưng được hoàn tất vào năm 1950 như một thiết kế được cải tiến SCB-27A hiện đại hơn.
Chiếc Reprisal (CV-35) được đặt lườn vào tháng 7 năm 1944 tại Xưởng hải quân New York và được hạ thủy vào năm 1945, nhưng bị tháo dỡ sau khi thử nghiệm; và chiếc Iwo Jima (CV-46) được đặt lườn tại xưởng đóng tàu Newport News Shipbuilding vào tháng 1 năm 1945 nhưng bị hủy bỏ vào tháng 8 năm 1945 và được tháo dỡ trên ụ tàu.
Sáu tàu sân bay được vạch kế hoạch cho năm tài chính 1945, nhưng chưa có chiếc nào được đặt tên, đã được phân cho Công ty Thép Bethlehem (CV-50), Xưởng Hải quân New York (CV-51 và CV-52), Xưởng Hải quân Philadelphia (CV-53) và Xưởng Hải quân Norfolk (CV-54 và CV-55). Việc chế tạo chúng bị hủy bỏ vào tháng 3 năm 1945.